# عبد الرحمن اليمني
عبد الرحمن بن سعد بن راشد اليمني (1940 - 27 سبتمبر 2015) رائد أعمال ومدير رياضي سعودي. ولد في الهفوف بالأحساء ونشأ بها وتخرج من كلية التجارة بجامعة الرياض. بدأ مهنته الرياضية الاحترافية لاعبًا لنادي هجر ويعتبر أحد مؤسسي نادي هجر الذي تأسس في عام 1951 وترأس بعدها النادي منذ 1955 حتى 1975. عين رئيساً للجنة الرياضية بالأحساء في 1960. كما تولى منصب المدير العام للمديرية العامة للزراعة والمياه في الأحساء. حصل على وسام الرئاسة العامة لرعاية الشباب لرواد الرياضة في 2005. توفي في مسقط رأسه عن عمر ناهز 77 عاماً. 

## سيرته
ولد عبد الرحمن بن سعد بن راشد اليمني بمدينة الهفوف بمحافظة الأحساء السعودية في 1359 هـ/ 1940 م ونشأ بها. درس الابتدائية والمتوسطة والثانوية العامة (علمي) في مدرسة الهفوف الأميرية وحصل على الأبتدائية عام 1373 هـ/ 1953 م، والكفاءة المتوسطة 1376 هـ/ 1956م والثانوية العامة 1379 هـ/ 1959 م. ثم التحق بجامعة الرياض عام 1380 هـ/ 1960 م ودرس في كلية التجارة.

## مهنته الرياضية
بدأ كرة القدم من المدرسة الثانوية حيث لعب في ثانوية الأحساء وكان من أبرز لاعبيها. وبعده لعب لنادي البدر (نادي هجر لاحقًا) الذي كان أول فريق تأسس بالأحساء. وفي عام 1375 هـ/ 1955 م تولى رئاسة مجلس إدارة نادي هجر لمدة عشرين عاماً حتى 1395 هـ/1975 م. عين رئيساً للجنة الرياضية بالأحساء 1380 هـ/ 1960 م عندما قامت الحكومة بتنظيم الرياضة فيها. 

خلال منهته الرياضية أشرف على نشاطات الأندية والمسابقات السنوية وتعيين الحكام والجمعيات العمومية، وساهم في تأسيس نادي هجر وبرز كلاعب وإداري خلال سنوات عديدة. ترأس وفد المملكة العربية السعودية في العديد من المسابقات المائية الدولية والآسيوية والخليجية. أختير عضواً بمجلس إدارة الاتحاد الآسيوي للدورة المنتهية عام 2002.

## وفاته
توفي عبد الرحمن اليمني في يوم 14 ذو الحجة 1436 / 27 سبتمبر 2015 في الهفوف عن عمر ناهز 77 عاماً ودفن بمقبرة الصالحية بعد معاناة طويلة من المرض.

## جوائزه
- 2005 م/ 1426 هـ: وسام الرئاسة العامة لرعاية الشباب لرواد الرياضة من قبل سلطان بن فهد بن عبد العزيز آل سعود، الرئيس العام السابق لرعاية الشباب. [1]